# Championnats du monde de judo 2013
Navigation
Édition précédente Édition suivante
La 32e édition des Championnats du monde de judo, 15e depuis l'unification des compétitions masculines et féminines, se déroule à Rio de Janeiro, au Brésil, du 26 août au 1er septembre 2013.

## La compétition
En ce qui concerne les hommes, l’événement de ces championnats est sans conteste la performance du Français Teddy Riner qui remporte la compétition dans la catégorie reine des « + 100 kg ». En battant le Brésilien Rafael Silva en finale, il conquiert en effet sa cinquième couronne mondiale consécutive chez les poids lourds et devient le premier judoka à détenir 6 titres de champion du monde, toutes catégories confondues (5 en « + 100 kg » et 1 en « toutes catégories »).
Il n’est pas toutefois le seul Français à s’illustrer durant ces championnats puisque son compatriote Loïc Piétri est sacré également champion du monde, après sa victoire sur le Géorgien Avtandil Tchrikishvili, en finale des « - 81 kg ». À seulement 23 ans, Pietri devient ainsi le dixième judoka masculin français à conquérir un titre mondial.
Les Français brillent durant ces championnats dans les catégories de poids supérieures mais l’Azéri Elkhan Mammadov et le Cubain Asley González ne sont pas en reste. Tous deux deviennent en effet champions du monde respectivement en « - 100 kg » et « - 90 kg ». En revanche, ce sont les Japonais qui règnent en maîtres chez les légers. Naohisa Takato, Masashi Ebinuma et Shohei Ono réalisent en effet un triplé impressionnant, s’adjugeant les titres mondiaux des « - 60 kg », « - 66 kg » et « - 73 kg ». Ils affirment ainsi la domination globale du Japon (3 médailles d’or sur 7) en ce qui concerne les hommes.
À l’inverse, aucune nation ne s’impose vraiment dans la compétition féminine puisque sept pays différents se partagent les sept titres en jeu. Si le sacre en « + 78 kg » de la championne olympique cubaine Idalys Ortíz s’inscrit dans la logique, la victoire en «- 48 kg » de la Mongole Urantsetseg Munkhbat aux dépens de la double championne du monde japonaise (2010 et 2011) Haruna Asami constitue la grande surprise de ces championnats. Par contre, c’est bien l'Israélienne Yarden Gerbi, considérée comme la « numéro 1 » mondiale de la catégorie des « - 63 kg », qui remporte le titre au terme d’une finale expéditive qui ne dure que 43 s, face à la Française Clarisse Agbegnenou. Gerbi devenant la première athlète israélienne à remporter l’or à des mondiaux de judo.
Un premier titre également pour le Kossovo puisque c’est sa représentante Majlinda Kelmendi qui remporte la victoire dans la catégorie des « - 52 kg » et entre dans l’histoire du sport kosovar. Pour la première fois dans un championnat du monde de judo, une athlète de ce petit État des Balkans monte en effet sur la plus haute marche du podium. Une grande émotion pour Majlinda Kelmendi qui avait dû concourir pour l’Albanie un an plus tôt, aux Jeux olympiques de Londres, le Comité international olympique ne reconnaissant pas à l’époque le Kosovo comme un État indépendant.
Dans la compétition par équipes masculine, la Géorgie remportent la médaille d’or aux dépens des Russes, 3 victoires à 2. Après un premier tour difficile face à la France, les Géorgiens se qualifient pour la finale en battant la Mongolie, puis l'Ouzbékistan, sur le même score de 4 à 1. En finale, menés 2 à 0 par les Russes, ils font leur retard et égalisent grâce à Varlam Liparteliani et Avtandil Tchrikishvili. Dans l’ultime combat, c’est le poids lourd Adam Okruashvili qui offre la victoire aux siens en dominant son adversaire Alexander Mikhaylin, sur osae-komi.
En ce qui concerne les femmes, les Japonaises se sont rattrapées de leurs prestations décevantes dans les épreuves individuelles en décrochant le titre par équipes aux dépens des Brésiliennes qui rêvaient d’un triomphe à domicile. Comme pour les hommes, la victoire s’est jouée dans l’ultime rencontre entre Megumi Tashimoto) et Maria Suelen Altheman. Au terme d’un suspense jugé « insoutenable pour le public » par les observateurs, la Japonaise parvenant à s’imposer d’un petit Shido sur Altheman pénalisée pour "refus de combat".

## Programme
| - Lundi 26 août : - moins de 48 kg femmes - moins de 60 kg hommes                            | - Mardi 27 août : - moins de 52 kg femmes - moins de 66 kg hommes                          | - Mercredi 28 août : - moins de 57 kg femmes - moins de 73 kg hommes | - Jeudi 29 août : - moins de 63 kg femmes - moins de 81 kg hommes |
| - Vendredi 30 août : - moins de 70 kg femmes - moins de 78 kg femmes - moins de 90 kg hommes | - Samedi 31 août : - plus de 78 kg femmes - moins de 100 kg hommes - plus de 100 kg hommes | - Dimanche 1er septembre : - Par équipes femmes - Par équipe hommes  |                                                                   |

## Délégations
680 sportifs sont inscrits auprès de la Fédération internationale de judo pour participer aux compétitions individuelles. Ces 420 hommes et 260 femmes représentent 123 délégations.
| Liste des délégations par ordre alphabétique : total (hommes + femmes) | Liste des délégations par ordre alphabétique : total (hommes + femmes) | Liste des délégations par ordre alphabétique : total (hommes + femmes) | Liste des délégations par ordre alphabétique : total (hommes + femmes) |
| --- | --- | --- | ---------------------------------------------------------------------- |
| - Afghanistan 2 (1 + 1) - Afrique du Sud 2 (2 + 0) - Algérie 8 (5 + 3) - Allemagne 18 (9 + 9) - Angola 11 (9 + 2) - Argentine 14 (8 + 6) - Arménie 2 (2 + 0) - Australie 11 (7 + 4) - Autriche 8 (3 + 5) - Azerbaïdjan 8 (7 + 1) - Bahamas 2 (1 + 1) - Barbade 2 (1 + 1) - Belgique 5 (2 + 3) - Bénin 1 (1 + 0) - Biélorussie 8 (6 + 2) - Bolivie 2 (1 + 1) - Bosnie-Herzégovine 2 (0 + 2) - Brésil 18 (9 + 9) - Bulgarie 2 (1 + 1) - Burkina Faso 1 (1 + 0) - Cameroun 7 (5 + 2) - Canada 13 (7 + 6) - Chili 3 (2 + 1) - Chine 15 (7 + 8) - Chypre 2 (2 + 0) - Colombie 13 (6 + 7) - Corée du Nord 7 (3 + 4) - Corée du Sud 18 (9 + 9) - Costa Rica 2 (2 + 0) - Côte d'Ivoire 1 (1 + 0) - Croatie 2 (1 + 1) - Cuba 14 (6 + 8) - Danemark 2 (1 + 1) - Djibouti 1 (1 + 0) - Équateur 13 (6 + 7) - Égypte 3 (3 + 0) - Émirats arabes unis 6 (6 + 0) - Espagne 13 (7 + 6) - Estonie 1 (1 + 0) - États-Unis 15 (8 + 7) - Fédération internationale de judo 1 (0 + 1) | - Fidji 1 (1 + 0) - Finlande 5 (3 + 2) - France 18 (9 + 9) - Gabon 3 (2 + 1) - Géorgie 9 (9 + 0) - Ghana 2 (1 + 1) - Grèce 2 (2 + 0) - Guatemala 3 (1 + 2) - Guinée 4 (3 + 1) - Guinée-Bissau 1 (0 + 1) - Haïti 4 (2 + 2) - Honduras 2 (1 + 1) - Hong Kong 1 (1 + 0) - Hongrie 14 (9 + 5) - Iran 5 (5 + 0) - Irak 2 (2 + 0) - Irlande 2 (2 + 0) - Islande 2 (2 + 0) - Israël 10 (5 + 5) - Italie 10 (5 + 5) - Japon 18 (9 + 9) - Jordanie 2 (2 + 0) - Kazakhstan 15 (9 + 6) - Kenya 2 (1 + 1) - Kirghizistan 5 (5 + 0) - Kosovo 2 (0 + 2) - Koweït 7 (7 + 0) - Lettonie 4 (4 + 0) - Liban 2 (2 + 0) - Lituanie 2 (2 + 0) - Luxembourg 2 (0 + 2) - Macédoine 2 (1 + 1) - Madagascar 3 (2 + 1) - Malaisie 2 (2 + 0) - Maroc 4 (2 + 2) - Maurice 1 (0 + 1) - Mexique 3 (3 + 0) - Mongolie 18 (9 + 9) - Mozambique 4 (4 + 0) - Népal 2 (1 + 1) - Niger 1 (1 + 0) | - Nouvelle-Zélande 9 (8 + 1) - Ouzbékistan 9 (9 + 0) - Pakistan 2 (2 + 0) - Palestine 1 (1 + 0) - Paraguay 2 (1 + 1) - Pays-Bas 17 (8 + 9) - Pérou 1 (1 + 0) - Philippines 1 (1 + 0) - Pologne 5 (3 + 2) - Porto Rico 1 (0 + 1) - Portugal 11 (8 + 3) - République centrafricaine 2 (2 + 0) - République démocratique du Congo 2 (1 + 1) - République dominicaine 7 (5 + 2) - République tchèque 7 (7 + 0) - Roumanie 6 (0 + 6) - Royaume-Uni 9 (4 + 5) - Russie 18 (9 + 9) - Salvador 2 (1 + 1) - Samoa 2 (2 + 0) - Samoa américaines 1 (0 + 1) - Sénégal 2 (1 + 1) - Serbie 4 (3 + 1) - Seychelles 3 (3 + 0) - Singapour 1 (1 + 0) - Slovaquie 1 (1 + 0) - Slovénie 5 (2 + 3) - Suède 5 (3 + 2) - Suisse 3 (3 + 0) - Swaziland 2 (2 + 0) - Tadjikistan 4 (4 + 0) - Taipei chinois 3 (2 + 1) - Tunisie 2 (2 + 0) - Turquie 8 (3 + 5) - Ukraine 17 (9 + 8) - Uruguay 6 (6 + 0) - Vanuatu 1 (1 + 0) - Venezuela 12 (5 + 7) - Yémen 2 (2 + 0) - Zambie 2 (1 + 1) - Zimbabwe 2 (2 + 0) |                                                                        |

## Podiums

### Femmes
| Épreuves                          | Or                         | Argent                      | Bronze                                       |
| --------------------------------- | -------------------------- | --------------------------- | -------------------------------------------- |
| Moins de 48 kg Poids super-légers | Urantsetseg Munkhbat (MGL) | Haruna Asami (JPN)          | Sarah Menezes (BRA) Charline Van Snick (BEL) |
| Moins de 52 kg Poids mi-légers    | Majlinda Kelmendi (Kosovo) | Erika Miranda (BRA)         | Mareen Kräh (GER) Yuki Hashimoto (JPN)       |
| Moins de 57 kg Poids légers       | Rafaela Silva (BRA)        | Marti Malloy (USA)          | Vlora Bedeti (SVN) Miryam Roper (GER)        |
| Moins de 63 kg Poids mi-moyens    | Yarden Gerbi (ISR)         | Clarisse Agbegnenou (FRA)   | Gévrise Emane (FRA) Anicka Van Emden (NED)   |
| Moins de 70 kg Poids moyens       | Yuri Alvear (COL)          | Laura Vargas-Koch (GER)     | Kim Polling (NED) Kim Seong-yeon (KOR)       |
| Moins de 78 kg Poids mi-lourds    | Sol Kyong (PRK)            | Marhinde Verkerk (NED)      | Mayra Aguiar (BRA) Audrey Tcheuméo (FRA)     |
| Plus de 78 kg Poids lourds        | Idalys Ortíz (CUB)         | Maria Suelen Altheman (BRA) | Lee Jung-eun (KOR) Megumi Tachimoto (JPN)    |

### Hommes
| Épreuves                          | Or                    | Argent                       | Bronze                                        |
| --------------------------------- | --------------------- | ---------------------------- | --------------------------------------------- |
| Moins de 60 kg Poids super-légers | Naohisa Takatō (JPN)  | Amartuvshin Dashdavaa (MGL)  | Orkhan Safarov (AZE) Kim Won-jin (KOR)        |
| Moins de 66 kg Poids mi-légers    | Masashi Ebinuma (JPN) | Azamat Mukanov (KAZ)         | Masaaki Fukuoka (JPN) Georgii Zantaraia (UKR) |
| Moins de 73 kg Poids légers       | Shohei Ono (JPN)      | Ugo Legrand (FRA)            | Dex Elmont (NED) Dirk Van Tichelt (BEL)       |
| Moins de 81 kg Poids mi-moyens    | Loïc Piétri (FRA)     | Avtandil Tchrikishvili (GEO) | Alain Schmitt (FRA) Ivan Vorobev (RUS)        |
| Moins de 90 kg Poids moyens       | Asley González (CUB)  | Varlam Liparteliani (GEO)    | Ilías Iliádis (GRE) Kirill Denisov (RUS)      |
| Moins de 100 kg Poids mi-lourds   | Elkhan Mammadov (AZE) | Henk Grol (NED)              | Lukáš Krpálek (CZE) Dimitri Peters (GER)      |
| Plus de 100 kg Poids lourds       | Teddy Riner (FRA)     | Rafael Silva (BRA)           | Faicel Jaballah (TUN) Andreas Tölzer (GER)    |

### Par équipes[8]
- Les judokas dont les noms sont précédés d’un astérisque sont ceux qui ont participé aux qualifications mais qui n'ont pas combattu en finale, ni pour l'obtention d'une médaille de bronze.

| Épreuves | Femmes | Hommes |
| -------- | --- | --- |
| Or       | Japon Yuki Hashimoto, Anzu Yamamoto, Kana Abe, Haruka Tachimoto Megumi Tachimoto * Miki Tanaka | Géorgie Lasha Shavdatuashvili, Zebeda Rekhviashvili (en), Avtandil Tchrikishvili Varlam Liparteliani, Adam Okruashvili * Amiran Papinashvili, Nugzar Tatalashvili                                |
| Argent   | Brésil Erika Miranda, Rafaela Silva, Katherine Campos (pt), Maria Portela Maria Suelen Altheman * Mariana Silva | Russie Alim Gadanov, Murat Kodzokov, Sirazhudin Magomedov, Kirill Denisov Alexander Mikhailin * Denis Iartcev, Ivan Nifontov, Yuri Panasenkov, Renat Saidov                                      |
| Bronze   | Cuba Maria Celia Laborde, Yanet Bermoy Acosta, Maricet Espinosa, Onix Cortes Aldama Idalys Ortiz * Dayaris Mestre, Anailys Dorvigni France Laëtitia Payet, Hélène Receveaux, Clarisse Agbegnenou, Gévrise Emane Lucie Louette * Lucile Duport, Fanny-Estelle Posvite, Émilie Andéol | Allemagne Sebastian Seidl, Igor Wandtke, Sven Maresch (cs), Marc Odenthal, Dimitri Peters * Andreas Toelzer Japon Masaaki Fukuoka, Shohei Ono, Keita Nagashima, Masashi Nishiyama Ryū Shichinohe |

## Tableaux des médailles

### Individuel
Ci-dessous, le tableau des médailles à l'issue des 14 épreuves individuelles. La Fédération internationale de judo utilise les places de 5e et de 7e afin de départager les délégations à égalité.
| Rang  | Nation        | Or | Argent | Bronze | Total |
| ----- | ------------- | -- | ------ | ------ | ----- |
| 1     | Japon         | 3  | 1      | 3      | 7     |
| 2     | France        | 2  | 2      | 3      | 7     |
| 3     | Cuba          | 2  | 0      | 0      | 2     |
| 4     | Brésil        | 1  | 3      | 2      | 6     |
| 5     | Mongolie      | 1  | 1      | 0      | 2     |
| 6     | Azerbaïdjan   | 1  | 0      | 1      | 2     |
| 7     | Corée du Nord | 1  | 0      | 0      | 1     |
| 8     | Israël        | 1  | 0      | 0      | 1     |
| 8     | Kosovo        | 1  | 0      | 0      | 1     |
| 10    | Colombie      | 1  | 0      | 0      | 1     |
| 11    | Pays-Bas      | 0  | 2      | 3      | 5     |
| 12    | Géorgie       | 0  | 2      | 0      | 2     |
| 13    | Allemagne     | 0  | 1      | 4      | 5     |
| 14    | Kazakhstan    | 0  | 1      | 0      | 1     |
| 15    | États-Unis    | 0  | 1      | 0      | 1     |
| 16    | Corée du Sud  | 0  | 0      | 3      | 3     |
| 17    | Russie        | 0  | 0      | 2      | 2     |
| 18    | Belgique      | 0  | 0      | 2      | 2     |
| 19    | Slovénie      | 0  | 0      | 1      | 1     |
| 20    | Ukraine       | 0  | 0      | 1      | 1     |
| 21    | Tchéquie      | 0  | 0      | 1      | 1     |
| 21    | Grèce         | 0  | 0      | 1      | 1     |
| 21    | Tunisie       | 0  | 0      | 1      | 1     |
| Total | Total         | 14 | 14     | 28     | 56    |

### Par équipes
| Rang  | Nation    | Or | Argent | Bronze | Total |
| ----- | --------- | -- | ------ | ------ | ----- |
| 1     | Japon     | 1  | 0      | 1      | 2     |
| 2     | Géorgie   | 1  | 0      | 0      | 1     |
| 3     | Brésil    | 0  | 1      | 0      | 1     |
| 3     | Russie    | 0  | 1      | 0      | 1     |
| 5     | Allemagne | 0  | 0      | 1      | 1     |
| 5     | Cuba      | 0  | 0      | 1      | 1     |
| 5     | France    | 0  | 0      | 1      | 1     |
| Total | Total     | 2  | 2      | 4      | 8     |

## Navigation
1. ↑   Journal Le Parisien du 31 aout 2013 " Teddy Riner champion du monde pour la 6e fois ! "
2. ↑   Journal L'Équipe du 31 août 2013 " Piétri champion du monde ! "
3. ↑   "Ciel Mongol" " Urantsetseg crowned judo world champion ! " (en)
4. ↑  UFPJ.org, « Une Israélienne championne du monde de judo. »
5. ↑   France 24 « Majlinda Kelmendi décroche le premier titre mondial du Kosovo. »
6. ↑   Source : Alljudo, Article du lundi 2 septembre 2013 (Laurent Mathieu) « La Géorgie comme souvent ! »
7. ↑   Source : Euronews, 2 septembre 2013, « La Géorgie et le Japon sacrés aux championnats du monde de judo »
8. ↑   Composition des équipes sur le site « JudoInside », « World Team Championships »
9. ↑   Le tableau complet et officiel des médailles individuelles comprenant également les cinquièmes et sixièmes places et un classement des nations jusqu’à la 38e place peut être consulté sur la page : IJF World Championship Seniors 2013. (en)